# Бернат из Люблина

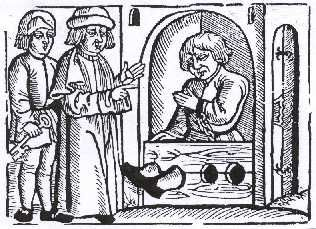
«Мужик в колодках», иллюстрация в книге Берната из Люблина «Żywot Ezopa Fryga…», Краков, 1578

Бернат из Люблина известный также, как Любельчик (пол. Biernat z Lublina, лат. Lublinensis, Bernardus Lublinius; около 1465 или 1480/1490, Люблин, Великая Польша — 1515/1522 или 1529) — польский писатель

, поэт, переводчик, баснописец,  лекарь и богослов. Один из основоположников светской литературы в Польше, представитель литературы раннего Возрождения.

## Биография
О ранних годахх его жизни, почти ничего не известно. Родился, вероятно, в зажиточной семье. Получил образование, но неизвестно где. Работал секретарём или писарем при дворах или муниципальных орнанах власти. В возрасте восемнадцати лет (между 1478 и 1485 годами) стал работать при старосте Яне Зеленском. Затем, у губернатора Рогозьно. Его следующим работодателем был поэт и гуманист Филиппо Буонаккорси прозванный Каллимахом (1487—1490).
Имел богатую библиотеку, в которой были, среди прочих, «De Christiana religione contra Hebraeos» Антонио Борромео и «Opuscula meditationes» Блаженного Августина

## Творчество
Долгое время считался автором первой книги, напечатанной на польском языке — молитвослова «Raj duszny», («Духовный рай»), изданной в 1513 году (фактически, первая напечатанная на польском языке книга была опубликована анонимным автором в 1508 году «Historyja umęczenia Pana naszego Jezusa Chrystusa» («История мученичества нашего Господа Иисуса Христа»).
Автор книг, главным образом, вольных переводов — переделок латинских текстов. Бернат из Люблина писал об общественном неравенстве («Диалог между Палинуром и Хароном» — «Dialog Palinura z Charonem», ок. 1510), в своих баснях осуждал людские пороки, насилие, жадность богачей. Басни Берната из Люблина были изданы около 1522 года совместно с сочиненным им «Жизнеописанием Эзопа» («Żywot Ezopa Fryga»), стихотворной биографии, содержащей более 200 басен, созданных по примеру латинских (их названия составляют первый польский сборник пословиц и поговорок).
Бернат был также автором письма краковскому книготорговцу Шимону (1515), в котором высказал идеи философии Ренессанса, основанные на рациональности.

## Избранные произведения
- «Raj duszny» (1513)
- «Żywot Ezopa Fryga, Mędrca obycźajnego y z przypovieśćiami jego»
- «Bajki» (по Эзопу oк. 1522)
- «Wybór pism», Wr., 1954.